# Acanthomysis longicornis
Acanthomysis longicornis är en kräftdjursart som först beskrevs av H. Milne Edwards 1837.  Acanthomysis longicornis ingår i släktet Acanthomysis och familjen Mysidae. Inga underarter finns listade i Catalogue of Life.